# Bratož
Bratož je priimek v Sloveniji, ki ga je po podatkih Statističnega urada Republike Slovenije na dan 1. januarja 2010 uporabljalo 195 oseb in je med vsemi priimki po pogostosti uporabe uvrščen na 2.206. mesto.

## Znani nosilci priimka
- Aleš Bratož, menedžer (direktor Revoz-a)
- Bernard Bratož (1910—1994), planinec in narodni delavec
- Boža Grafenauer Bratož, zgodovinarka in fotografinja
- David Bratož, član uprave Krke, predsednik gospodarske zbornice Dolenjske in Bele krajine
- Domen Bratož (*1993), košarkar
- Hinko Bratož - Oki (1923—1981), politični delavec
- Igor Bratož (*1960), pisatelj, literarni kritik, novinar, urednik
- Rajko Bratož (*1952), antični zgodovinar, univ. profesor, akademik
- Remigij Bratož (1904—1977), violinist, slikar in karikaturist
- Savo Bratož (Bratos) (1926—2024), fizik, univerzitetni profesor v Franciji, dopisni član SAZU
- Urška Bratož, zgodovinarka